# 岡本健一 (考古学者)
岡本 健一（おかもと けんいち、1937年12月3日 - ）は、日本のジャーナリスト・考古学者。京都府京都市生まれ。
1961年京都大学文学部史学科国史専攻卒、毎日新聞社入社。1962年高松塚古墳発掘で被葬者の推定を行う。京都支局・社会部・学芸部に勤務。学芸部副部長、1982年部長・1985年論説委員兼編集委員、1991年論説副委員長、特別編集委員、1999年客員編集委員。1999年京都学園大学人間文化学部教授。2008年定年退職。1979年“稲荷山鉄剣銘発見”のスクープと一連の解説で日本新聞協会賞グランプリ、1999年長年の公正な文化財報道と啓発的な著作で藤森栄一賞（長野県考古学会賞）。

## 著書
- 『発掘の迷路を行く』上・下 毎日新聞社 1991
- 『邪馬台国論争』講談社選書メチエ 1995
- 『古代の光 歴史万華鏡』三五館 1996
- 『「日本」誕生のなぞ 卑弥呼とワカタケル』大日本図書 2001
- 『蓬萊山と扶桑樹 日本文化の古層の探究』思文閣出版 2008

### 共著
- 井本英一、金澤良樹共著『アレクサンダー大王99の謎』サンポウジャーナル 1978
- 『三角縁神獣鏡・邪馬台国・倭国』石野博信、水野正好、西川寿勝、野崎清孝共著 奈良歴史地理の会監修 新泉社 2006
- 『三輪山と日本古代史』石野博信、上野誠、菅野雅雄、辰巳和弘、塚口義信、森浩一共著 学生社 2008